# Familles de saints
Quelques familles voient plusieurs de leurs membres être considérés comme saints par l’une des Églises chrétiennes.

## Familles royales

### Famille royale de Hongrie
À deux reprises, la famille royale de Hongrie a connu plusieurs saints :
- à la fin du Xe siècle, saint Étienne de Hongrie épouse sainte Gisèle de Bavière, sœur de l’empereur germanique saint Henri II (qui épouse lui-même sainte Cunégonde de Luxembourg) ; leur fils Émeric ou Imre, qui ne règne pas, est lui aussi saint ;
- au XIIIe siècle, Élisabeth de Hongrie (1207-1231), veuve à vingt ans du duc Louis de Thuringe, et canonisée (une des premières canonisations selon des règles) en 1235. Deux de ses nièces deviennent saintes :
  - sa nièce Marguerite de Hongrie (morte en 1270), se retire au couvent à douze ans, son procès en canonisation est entamé en 1276 et aboutit en 1943 (mais elle est vénérée bien avant) ;
  - sa sœur aînée Kinga de Pologne ou Cunégonde (morte en 1292), épouse de Boleslas V de Pologne, retirée au couvent de Sandbeck, elle est patronne du royaume de Pologne et du grand-duché de Lituanie ; canonisée en 1999 ; 
    - leur frère Étienne V de Hongrie est le père d’Élisabeth (en) morte en 1320 en odeur de sainteté[1] ;
    - une autre petite-nièce d’Élisabeth de Hongrie, Élisabeth de Portugal (1271-1336), fille de Pierre III d'Aragon et de Yolande de Hongrie, sœur de saintes Kinga et Marguerite de Hongrie, fut l’épouse de Denis Ier de Portugal, est considérée comme sainte par l’Église catholique,

### Famille royale de Pologne
- Sainte Edwige de Silésie ou de Pologne, tante de sainte Élisabeth de Hongrie (voir plus haut)

### Familles royales anglo-saxonnes

#### Royaume de Kent
- saint Æthelbert, roi de Kent
- sainte Æthelburg, fille d'Æthelberht, abbesse de Lyminge
- sainte Eanswith, petite-fille d'Æthelberht
- sainte Eorcengota, nonne à Faremoutiers
- sainte Eormenhild, abbesse d'Ely
- sainte Werburh, fille d'Eormenhild, abbesse d'Ely
- saints Æthelred et Æthelberht
- sainte Mildburh, abbesse de Much Wenlock
- sainte Mildrith, abbesse de Minster-in-Thanet
- sainte Mildgyth, abbesse

#### Royaume d'Est-Anglie
- les quatre enfants d'Anna sont considérés comme des saints :
  - Æthelthryth, abbesse d'Ely
  - Seaxburh, abbesse d'Ely
  - Æthelburh, nonne à Faremoutiers
  - Jurmin

### Famille royale franque
- saint Pépin de Landen, maire du palais, et son épouse sainte Itte Idoberge ; leurs enfants sont :
  - sainte Gertrude, abbesse de Nivelles ;
  - sainte Begge d'Andenne, avait épousé Anségise, fils de saint Arnoul, évêque de Metz
  - Grimoald, père de Sainte Vulfetrude

Selon des textes tardifs, Itte Idoberge est une sœur probable de Saint Modoald, évêque de Trèves, sainte Severa et tante de Sainte Modesta.

## Familles de l'époque antique

### Famille de Basile le Grand
- Sainte Macrine l'Ancienne, mère de :
  - saint Basile l'Ancien, époux de sainte Emmélie. Ils ont dix enfants, dont :
    - saint Basile de Césarée, dit le Grand, Père de l’Église
    - saint Grégoire de Nysse,
    - sainte Macrine la Jeune
    - saint Pierre de Césarée

- Saint Maris et son épouse sainte Marthe, parents de saint Audifax et saint Abacum.

## Familles celtes

### Famille de Brychan de Brycheiniog
- Brychan de Brycheiniog est un roi gallois honoré comme saint (+ 500), fête le 6 avril. Il dut s'exiler en Cornouailles avec ses enfants. La plupart de ses douze fils et de ses douze filles sont également vénérés comme saints :
  - Dingad (1er novembre), Dyfnan (24 avril), Endelion, Issey, Kew, Nectan, Minver et Pabai.
  - Sainte Gladys (29 mars), Gwenn de Talgarth (18 octobre), Mabène (21 septembre et 8 novembre), Marwenne, Morwenne, Ninnioc (4 juin), Thèthe (15 janvier).

### Famille de saint Fragan et de sainte Gwenn en Armorique
- Saint Fragan et sainte Gwenn eurent trois fils et une fille, tous saints :
  - Saint Jacut,
  - Sainte Clervie,
  - Saint Guéthénoc,
  - Saint Guénolé de Landévennec.

### Famille d'Eusèbe et de sainte Landouenne en Armorique
- Eusèbe, roi de Vannes et sainte Landouenne :
  - Sainte Pompée et Hoël Ier, roi d'Armorique : 
    - Hoël II, roi d'Armorique
    - Saint Tugdual :  un des sept saints fondateur de la Bretagne.
    - Sainte Sève.
    - Saint Lunaire.

### Famille de saint Gibrien, Irlandais ermites en Champagne
- Gibrien vivait en ermite près de Châlons en Champagne. Non loin de lui étaient établis ses dix frères et sœurs.

## Famille espagnole

### Famille d’Isidore de Séville
Le père d’Isidore est Sévérien, qui fuit la persécution arienne des Wisigoths et s’installe à Séville. Il a quatre enfants :
- saint Léandre de Séville devient archevêque de Séville après s’être occupés de ses frères et sœurs à la mort de son père ;
- sainte Florentine, moniale ;
- saint Fulgence d'Ecija, évêque d'Ecija puis  archevêque de Séville à la suite de son frère, avec qui il convertit les ariens ;
- saint Isidore de Séville, encyclopédiste, auteur des Étymologies, qui servent d’encyclopédie principale durant tout le Moyen Âge

## Familles franques

### Famille de ste Salaberge de Laon
- sainte Salaberge de Laon (+ 664), abbesse, fête le 22 septembre.
- saint Blandin de Meaux, son époux devenu ermite, fête le 7 mai.
- sainte Anstrude de Laon (+ 688 ou 707), abbesse qui succède à sa mère, fête le 17 octobre.

### Famille d'Ostrevent
- Sainte Rictrude de Marchiennes (+ 688) avait épousé en 513 saint Adalbert d'Ostrevent (+ 652) et ils eurent trois filles et un fils comptés parmi les saints :
- sainte Eusébie ou Eusoye.
- sainte Adalsinde de Marchiennes
- sainte Clodoswinthe de Hamage
- saint Maurond d'Ostrevent, patron de Douai, a donné son nom à Merville (Nord).

### Famille de Marœul (VIIesiècle)
- saint Walbert et son épouse sainte Bertille ; ils ont deux filles :
  - sainte Aldegonde de Maubeuge
  - sainte Waudru, épouse de saint Vincent Madelgaire, ils se séparent pour aller au couvent, Waudru au monastère de Mons, Vincent devient abbé de Hautmont et fonde l’abbaye de Soignies ; ils ont quatre enfants :
    - saint Landry, évêque de Melsbroek ;
    - saint Dentelin ;
    - sainte Aldetrude de Maubeuge, abbesse de Maubeuge,
    - sainte Madelberte de Maubeuge, abbesse de Maubeuge.

## Familles françaises

### Famille Martin (XIXesiècle)
- Louis Martin (+1894) et son épouse Zélie Guérin (+1877) béatifiés en 2008.

Une de leurs filles, Thérèse Martin (1873+1897), canonisée en 1925 et  proclamée "Docteur de l'Église".